# Una vita in gioco (serie televisiva)
Una vita in gioco è una serie televisiva italiana trasmessa su Raidue e composta da due stagioni, ognuna formata da due episodi: la prima stagione è andata in onda in prima visione il 15 e  17 gennaio 1991, mentre la seconda il 28 e 30 aprile 1992.
Protagonista delle due storie è Marianna Marini (interpretata da Mariangela Melato), una agiata signora romana benestante ed in crisi con il suo uomo, spesso assente da casa per lavoro. La svolta nella sua vita sembra giungere quando le viene proposto di insegnare in una periferia degradata della città. Dentro di se pensa che la sfida le possa servire per riscattare il tempo che sente di avere inutilmente perduto. Ma la realtà è molto diversa, fare breccia nella diffidenza dei ragazzi sembra una impresa impossibile.

## Trama

### Prima stagione
Sposati da dieci anni Andrea e Marianna sono in crisi, lui è un giornalista televisivo sempre in viaggio, lei casalinga senza un lavoro si sente sola. Così decidere di mettere a frutto la sua laurea e comincia ad insegnare in un liceo. Nella scuola trova conforto tra le difficoltà nel rapporto che si instaura con i ragazzi.

### Seconda stagione
La seconda stagione vede Marianna che dopo la morte della madre si è trasferita a Milano. Ora non insegna ma inaspettatamente ha scritto un libro che è diventato un best-seller sulla sua esperienza. Nel capoluogo lombardo incontrerà un affascinante regista, Alessandro.

## Episodi
| Stagione         | Episodi | Prima TV |
| ---------------- | ------- | -------- |
| Prima stagione   | 2       | 1991     |
| Seconda stagione | 2       | 1992     |